# 薛蟠
薛蟠，《红楼梦》中人物，字文龙，一作文起，外号“呆霸王”，薛姨妈之子，薛寶釵之兄。因幼年丧父，寡母又纵容溺爱，终日唯有鬥鸡走马，游山玩水。虽上过学，不过略识几字。为人骄横跋扈，仗势欺人，强买甄英莲（香菱）为妾，由于英莲已经先被冯渊买去，便喝令手下打死冯渊。在赖大家的酒席上，碰到“冷郎君”柳湘莲，欲与之相交，被柳湘莲打了个半死。与同伙贩货路过平安州界时，遭遇强盗，幸得柳湘莲相助，使贼人散去，货物夺回。二人终拜为生死弟兄。其人喜新厌旧，娶妻夏金桂后，又欲夺取其陪房丫头宝蟾，并冷落香菱。
在续书中，夏金桂毒杀香菱时自己误喝了毒酒而死，薛蟠入狱后被薛姨妈营救出狱回家表示改邪归正，并听薛姨妈建议扶正香菱为妻，香菱生下一子后难产而死。